# Victoria Falls (Zimbabwe)
Victoria Falls è un centro abitato dello Zimbabwe, situato nella Provincia del Matabeleland Settentrionale.